# Zadní synagoga (Třebíč)
Zadní synagoga (původně Nová synagoga a Neuschul, případně také Vysoká synagoga či Horní modlitebna) pochází z roku 1669. Nejdůležitější částí byla východní stěna, která směřuje k Izraeli, zde se nacházela schránka s Tórou.

## Historie
V roce 1669 byla postavena, v roce 1693 byla na příkaz hraběte Valdštejna stržena střecha synagogy. Mezi lety 1705 a 1707 byla synagoga obnovena, to umožnil Jan Karel z Valdštejna. Ženská galerie pak byla rozšířena v roce 1837.
V roce 1926 přestala být synagoga využívána k náboženským účelům a sloužila jako skladiště Subakovy koželužny, po zániku koželužen zde bylo skladiště národního podniku Zelenina Třebíč. Začátky projektu rekonstrukce synagogy se datují již do osmdesátých let 20. století. Na počátku 90. let se postupně rekonstruovala, zabezpečila se proti radonu a vlhkosti a byla stavebně upravena. Synagoga měla být v interiéru vymalována bílou barvou, ale po sundání původních omítek byly objeveny fragmenty původních fresek, výzkumy bylo zjištěno, že tyto malby jsou v celém prostoru synagogy. To prodražilo rekonstrukci o 4,5 milionu korun. Dále bylo v plánu umístit do synagogy kostelní lavice, to se neuskutečnilo a byla zachována variabilita.
Tímto zacházením byla synagoga zdevastována a od roku 1988 do roku 1997 byla kompletně rekonstruována. Od té doby slouží jako výstavní a koncertní sál, na ženské galerii je umístěna stálá expozice Pražského židovského muzea. V březnu roku 2011 byla opona v dolní části synagogy prohlášena za kulturní památku. Synagoga byla otevřena přesně 7. září 1997, k oslavě 20 let od otevření se v synagoze odehrál koncert.
Součástí výstavy je i prohlídka domu Seligmana Bauera a také muzeum v podobě Košer řeznictví. V objektu synagogy byla 2. března otevřena výstava děl Ladislava Nováka.
V roce 2018 byly zpracovány studie, které zjistili, jak zamezit pronikání vlhkosti do zdí, v létě téhož roku mělo dojít k odvlhčení severní stěny synagogy. Další etapy odvlhčení stěn budou následovat v budoucnu. Výběrové řízení k odvlhčení synagogy bylo zrušeno, přihlásila se jediná společnost, která požadovala výrazně nadlimitní částku za práce. Posléze bylo výběrové řízení k odvlhčení synagogy vyhlášeno znovu, přihlásila se jediná společnost, která za práce požaduje 860 tisíc Kč, práce by pak měly být hotovy v červnu 2019. V roce 2020 bylo oznámeno, že střecha synagogy je značně poškozena a bude muset být opravena. Střecha synagogy bude opravena v létě téhož roku, opravena bude bez použití lešení, které by mohlo ohrožovat turisty.
V roce 2019 byla v synagoze otevřena výstava věnovaná polským židům.
Na ženské galerii v synagoze v roce 2019 byla otevřena expozice 20 panelů o historii a současnosti třebíčské židovské čtvrti. Součástí expozice jsou fotografie proměn židovské čtvrti. Kurátorem byl architekt Lubor Herzán. V červenci a srpnu roku 2019 byla v Zadní synagoze uvedena výstava o cestě T. G. Masaryka a Jana Masaryka do Izraele a o jejich zásluhách o vzniku státu Izrael.
Ve vedlejším domě napojeném na synagogu je od roku 2019 umístěna expozice s názvem Děti Antonína Kaliny, která je zobrazena jako kovaný strom, jehož listy nesou jména zachráněných dětí. V roce 2020 tato expozice získala třetí místo v soutěži Kraje Vysočina - Zlatá Jeřabina.

## Výzdoba
| Rok  | Počet návštěvníků |
| ---- | ----------------- |
| 2015 | 25 025            |
| 2016 | 24 299            |
| 2017 | 23 922            |

Na stěnách synagogy se nachází malby, které se dochovaly z let 1706–1707, byly malovány bez šablon (od ruky). Jedná se především o biblické verše v hebrejštině a citáty z Talmudu. Jejich autorem je Arje Lejb. Na stropě je barokní štuková výzdoba. V roce 1837 byla ze severní strany přistavěna i ženská galerie.
V první patře synagogy je model židovského města k roku 1850, autorem je Stanislav Vrška.

## Galerie

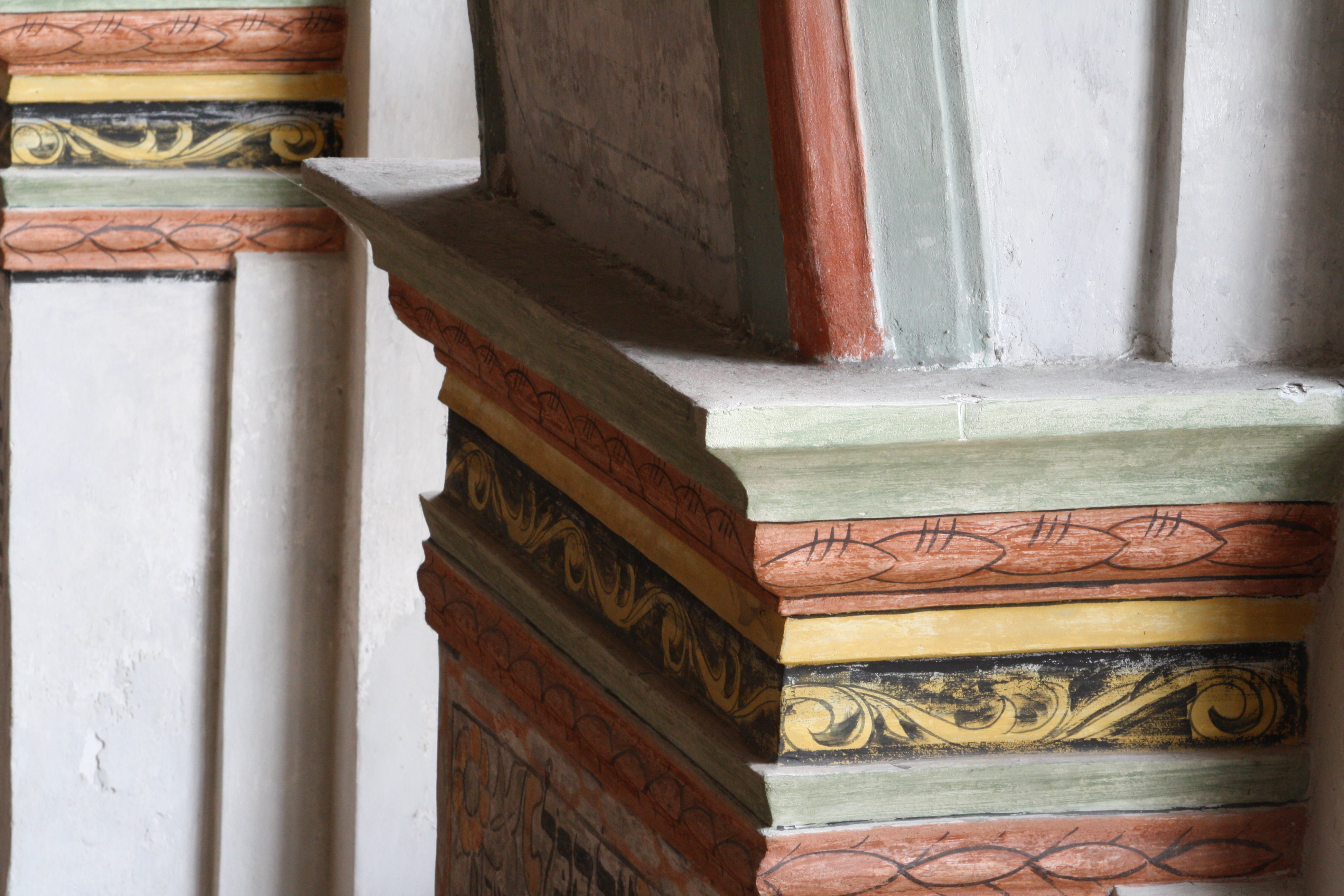
Detail hrany sloupu v zadní synagoze.
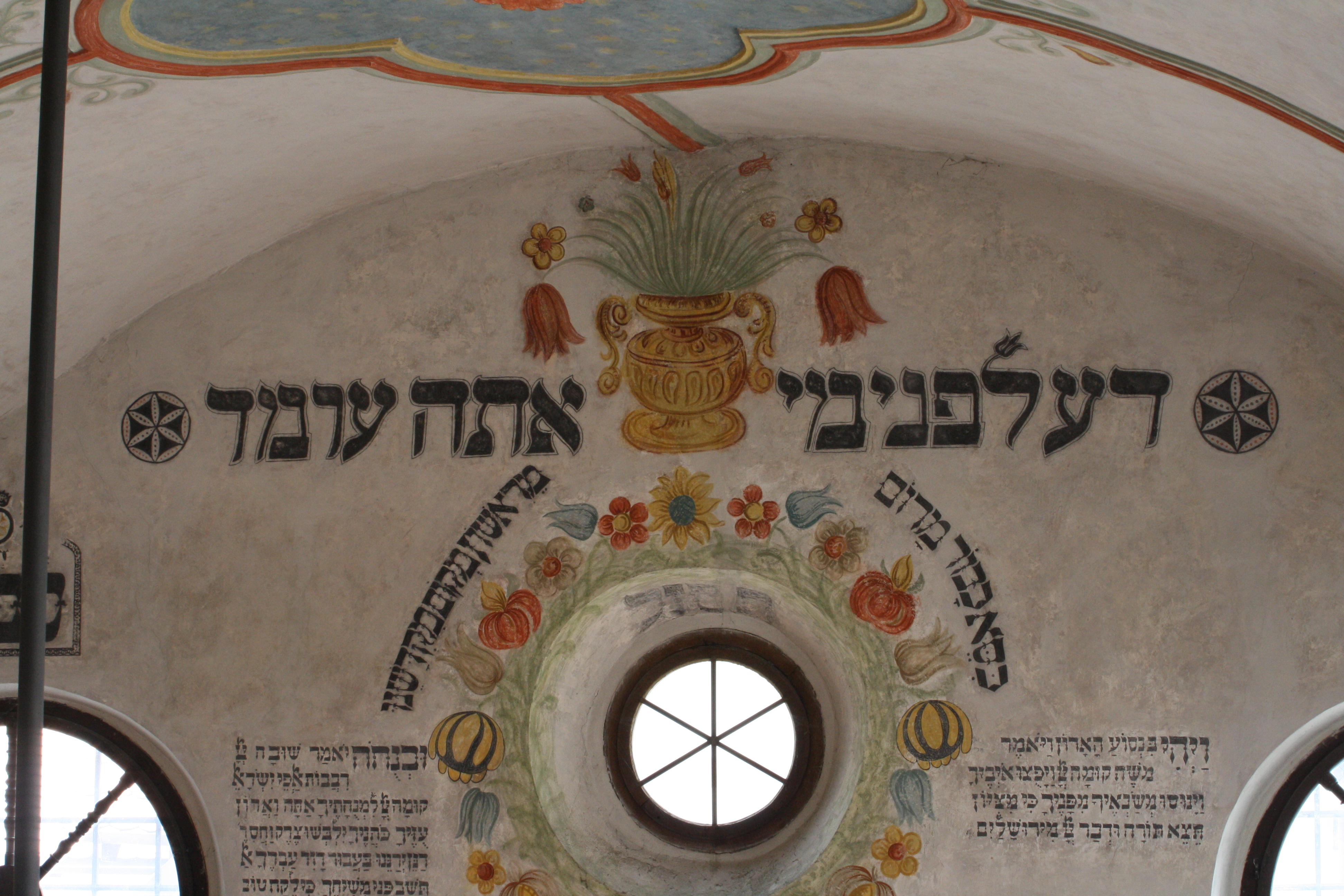
Detail malého okna na stěně zadní synagogy, okolo jsou rekonstruovány nápisy a malby.
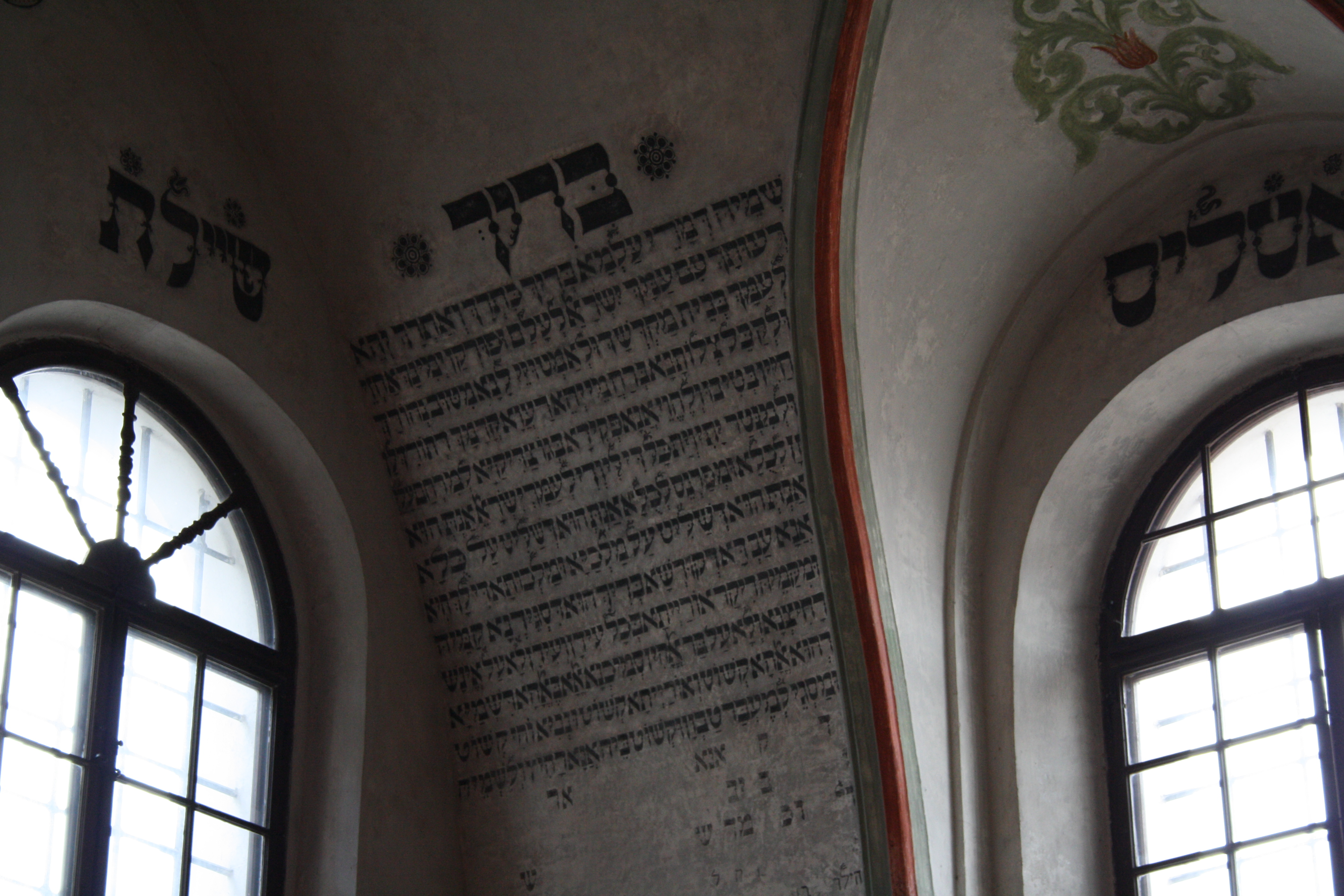
Rekonstruovaný text na jižní vnitřní straně synagogy.
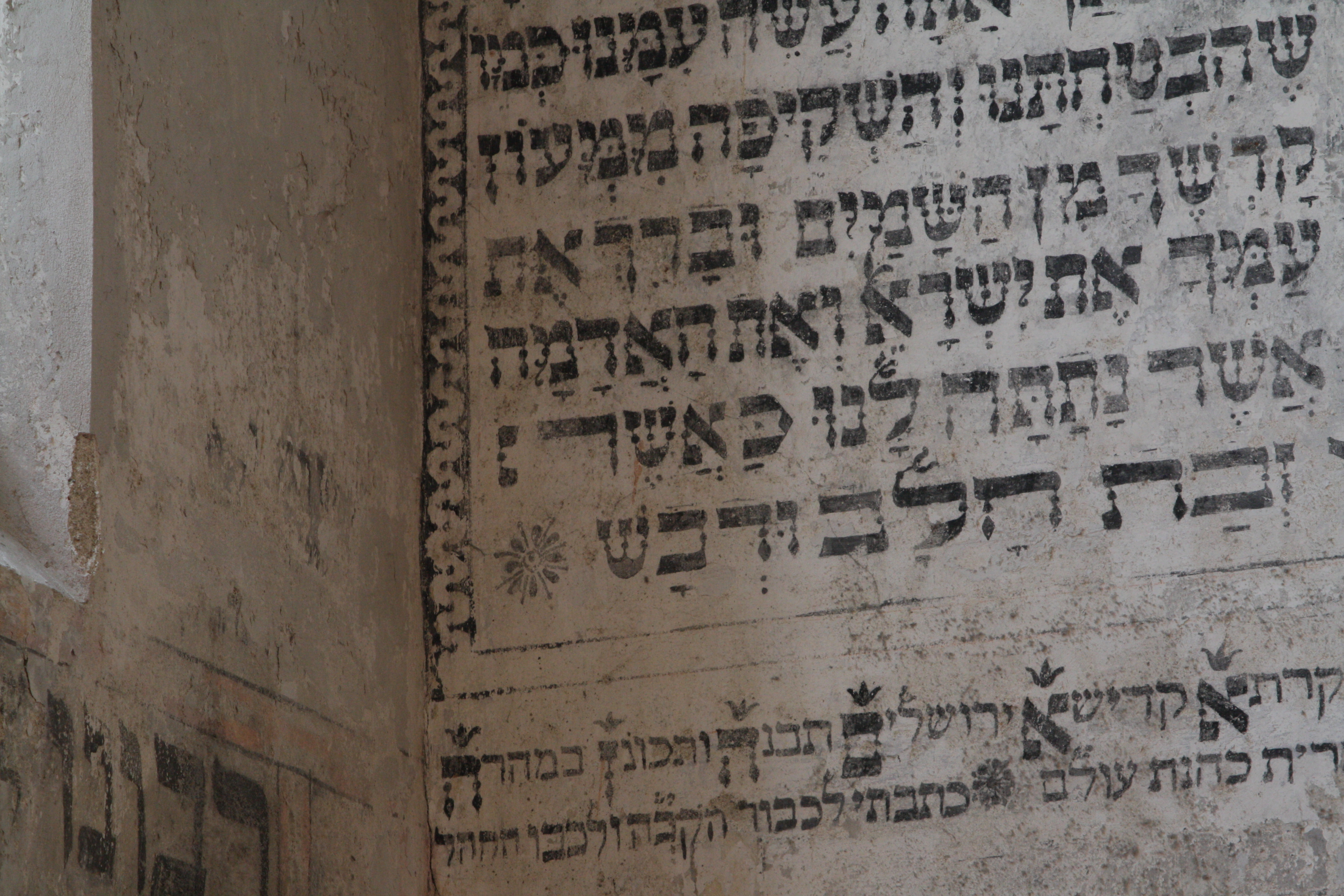
Detail rekonstruovaného textu na jižní vnitřní stěně synagogy.
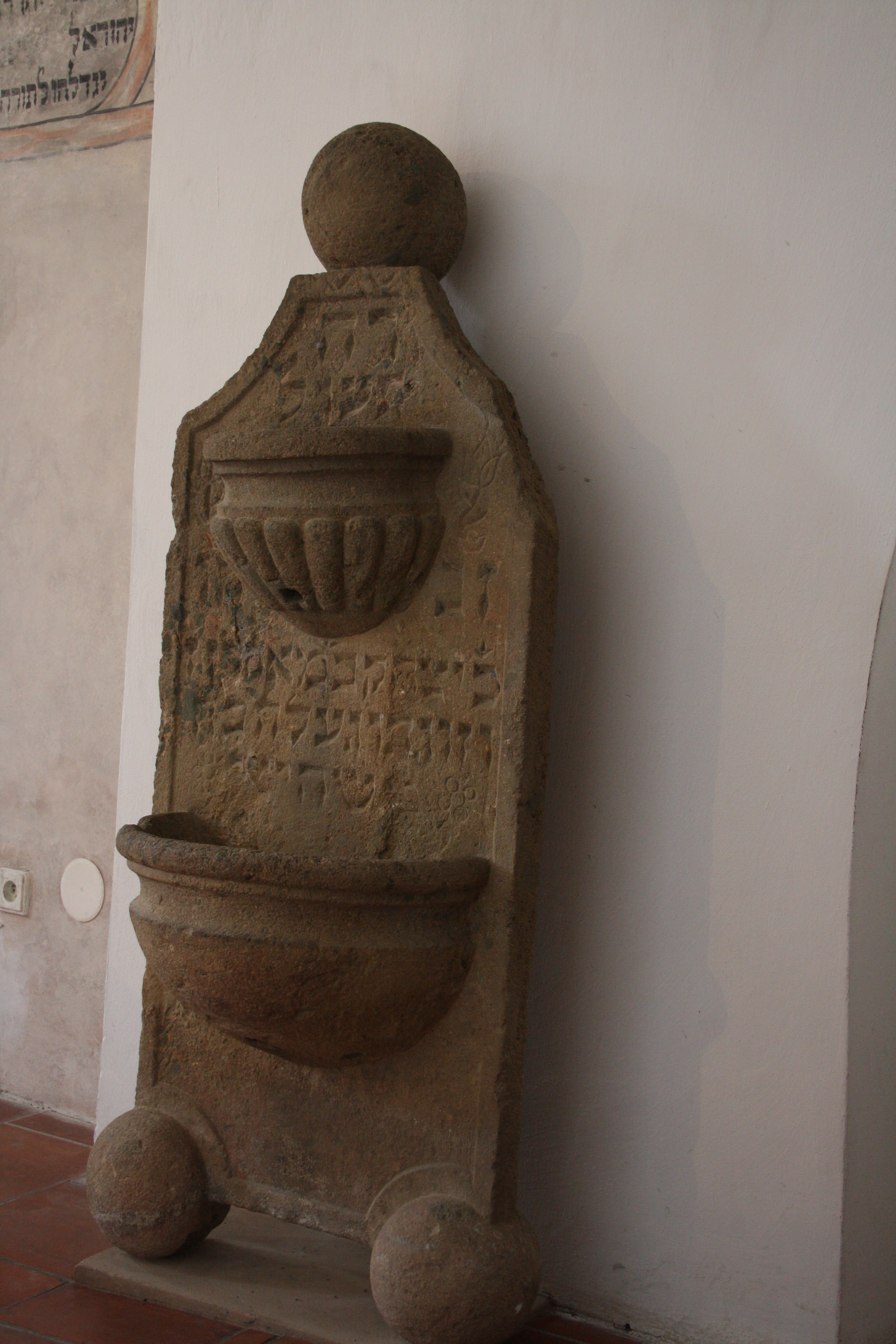
Liturgická fontána vytesaná z jednoho kusu kamene.
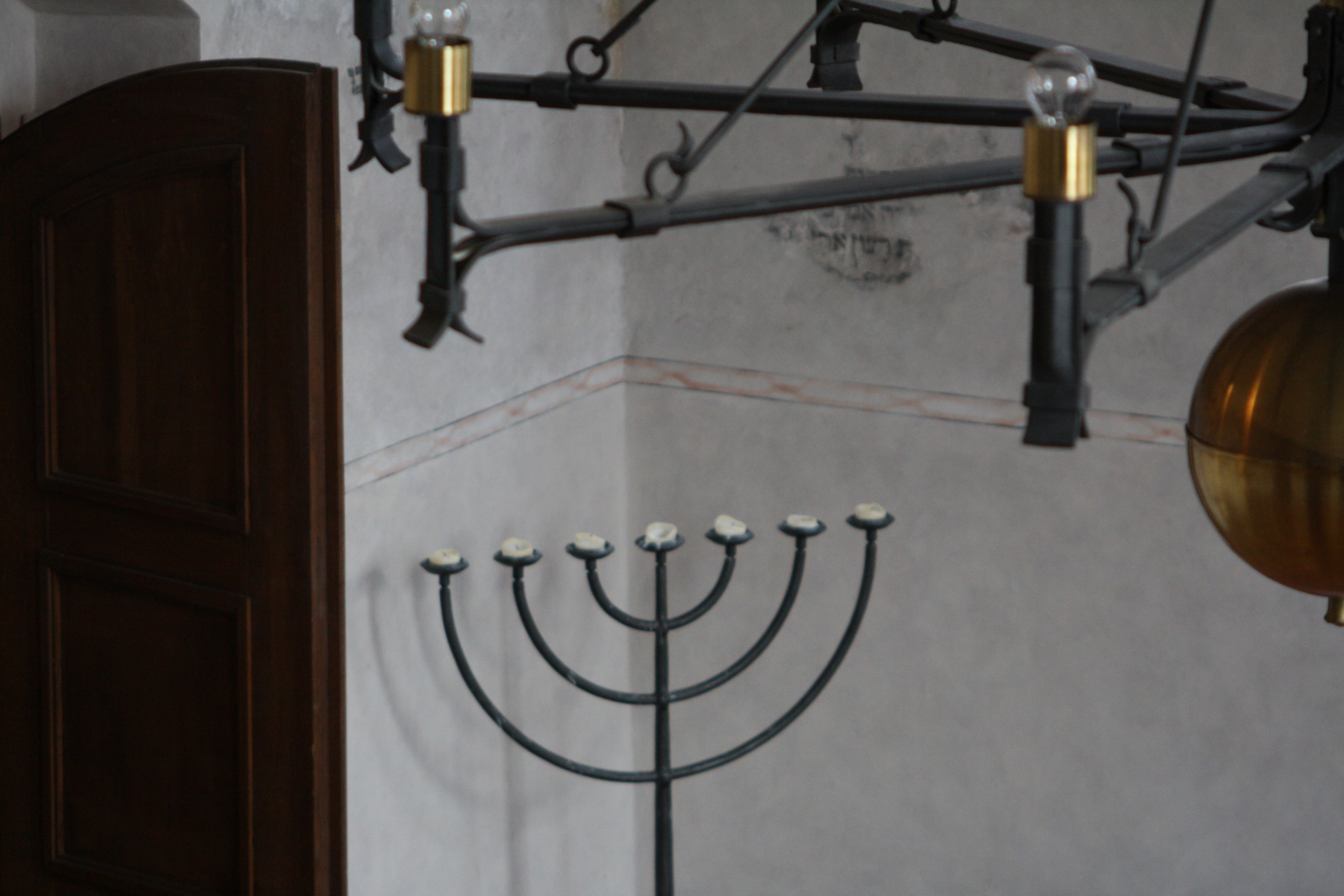
Sedmiramenný svícen v rohu zadní synagogy.
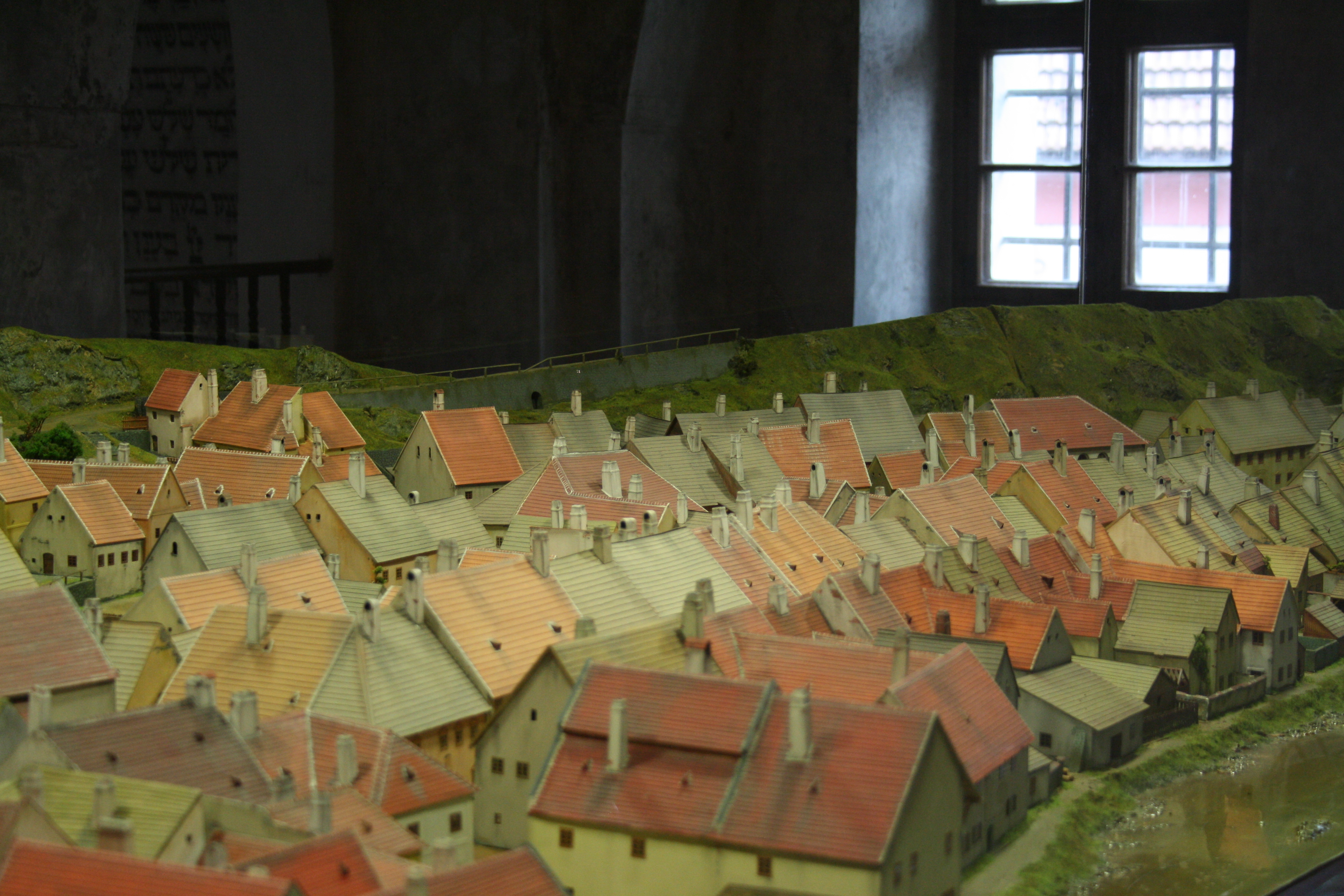
Model židovského města z období před rokem 1850, model je umístěn na ženské galerii a jeho autorem je Stanislav Vrška.
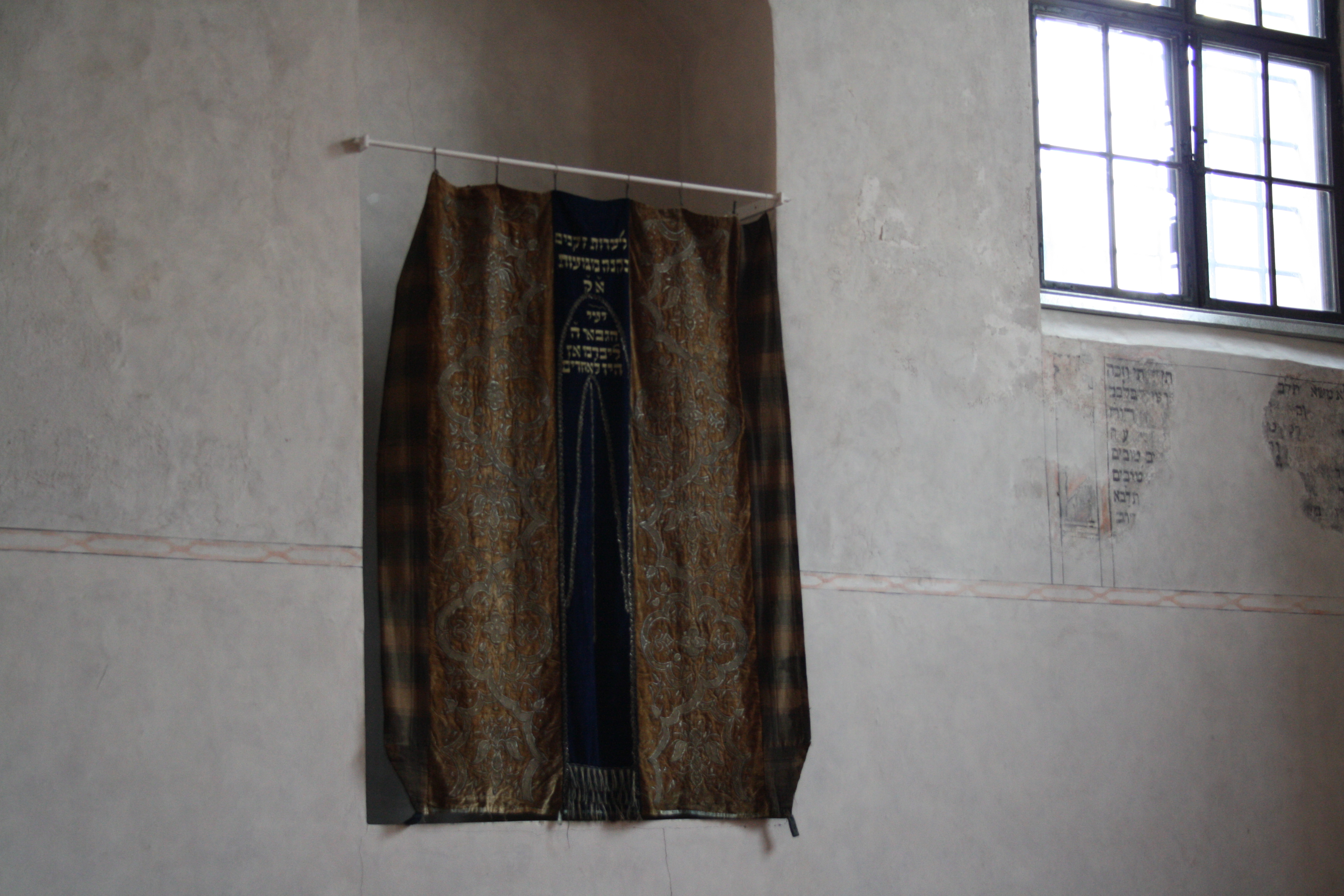
Liturgický závěs v zadní synagoze.
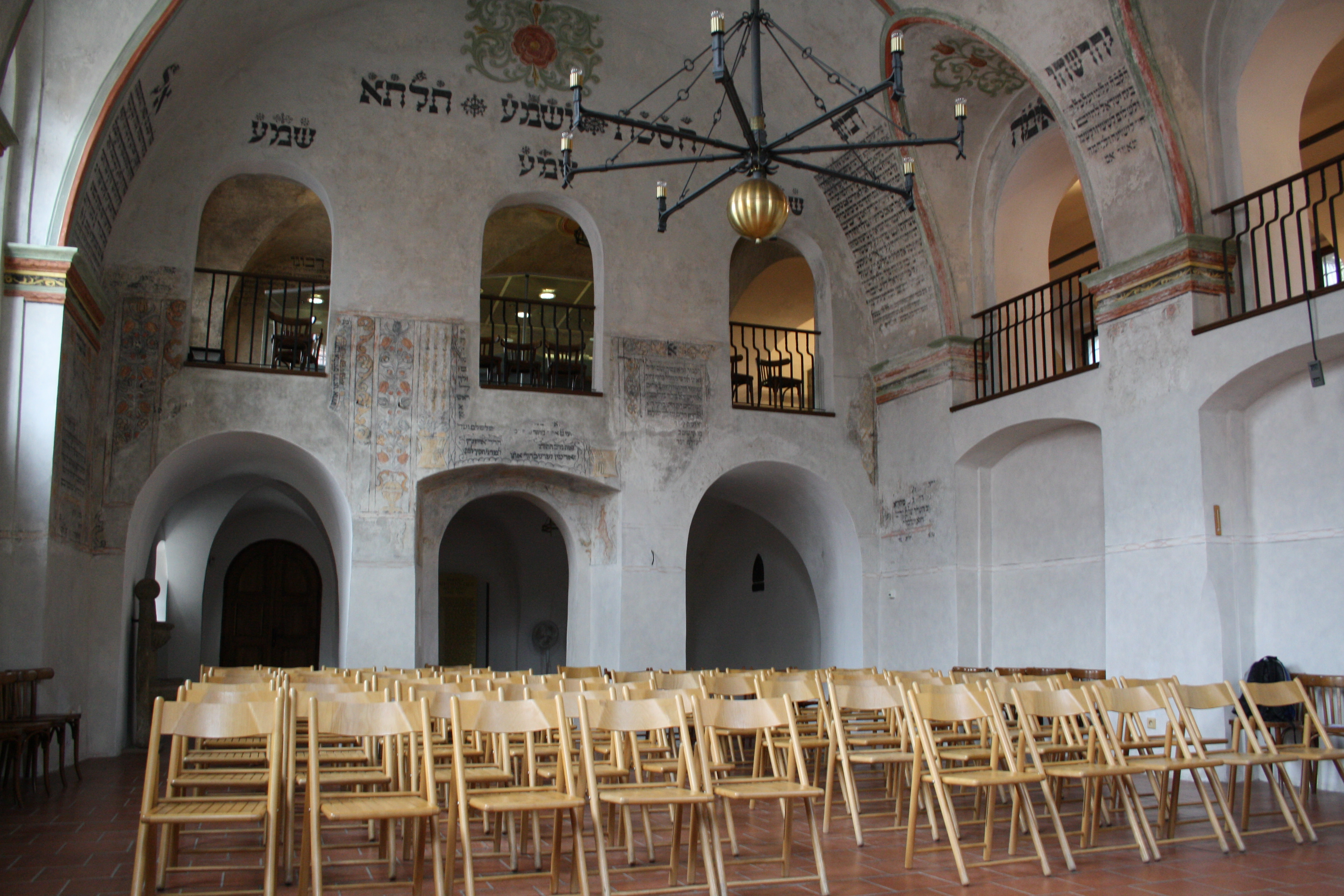
Ženská galerie a celý prostor zadní synagogy.
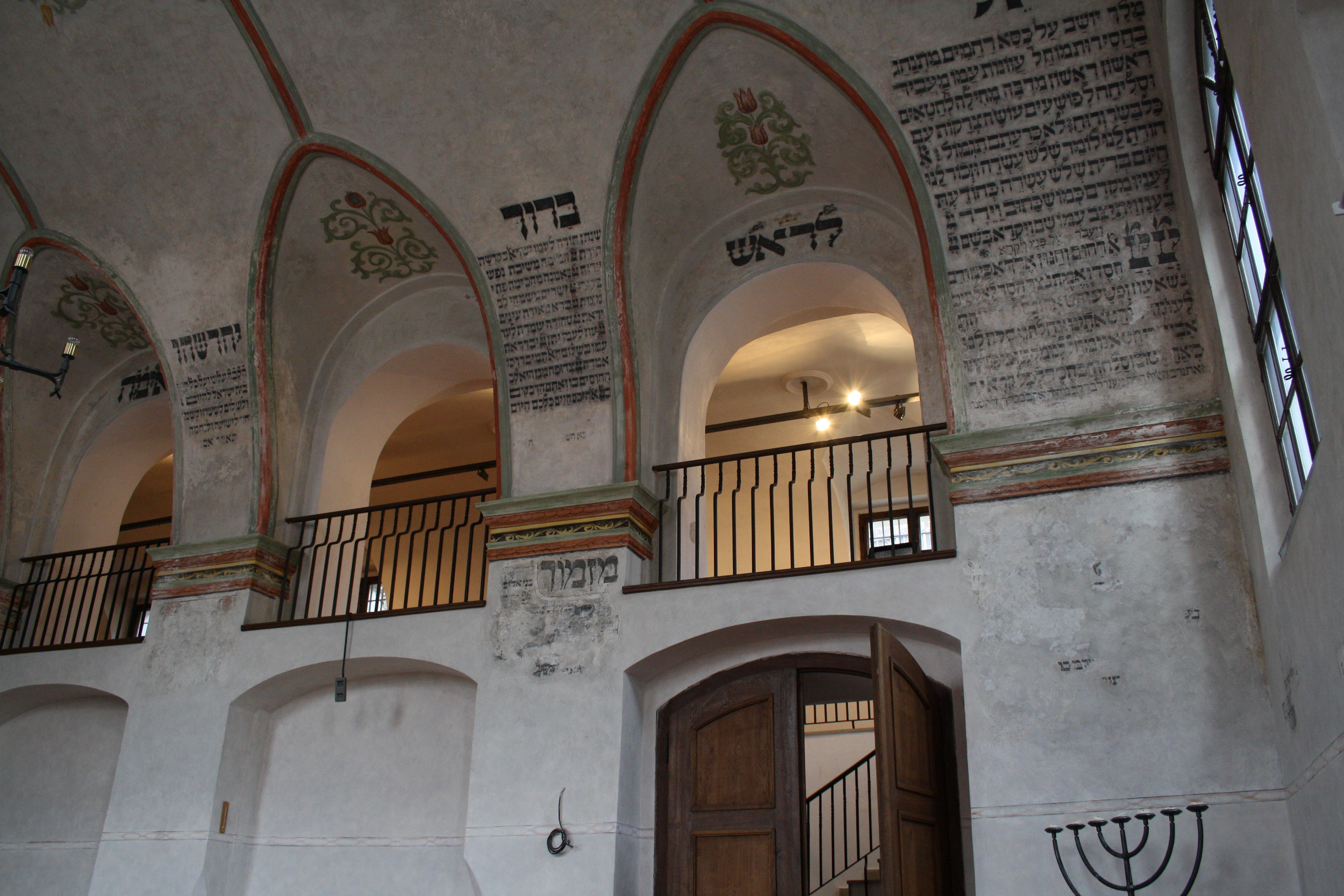
Vstup a ženská galerie v zadní synagoze.
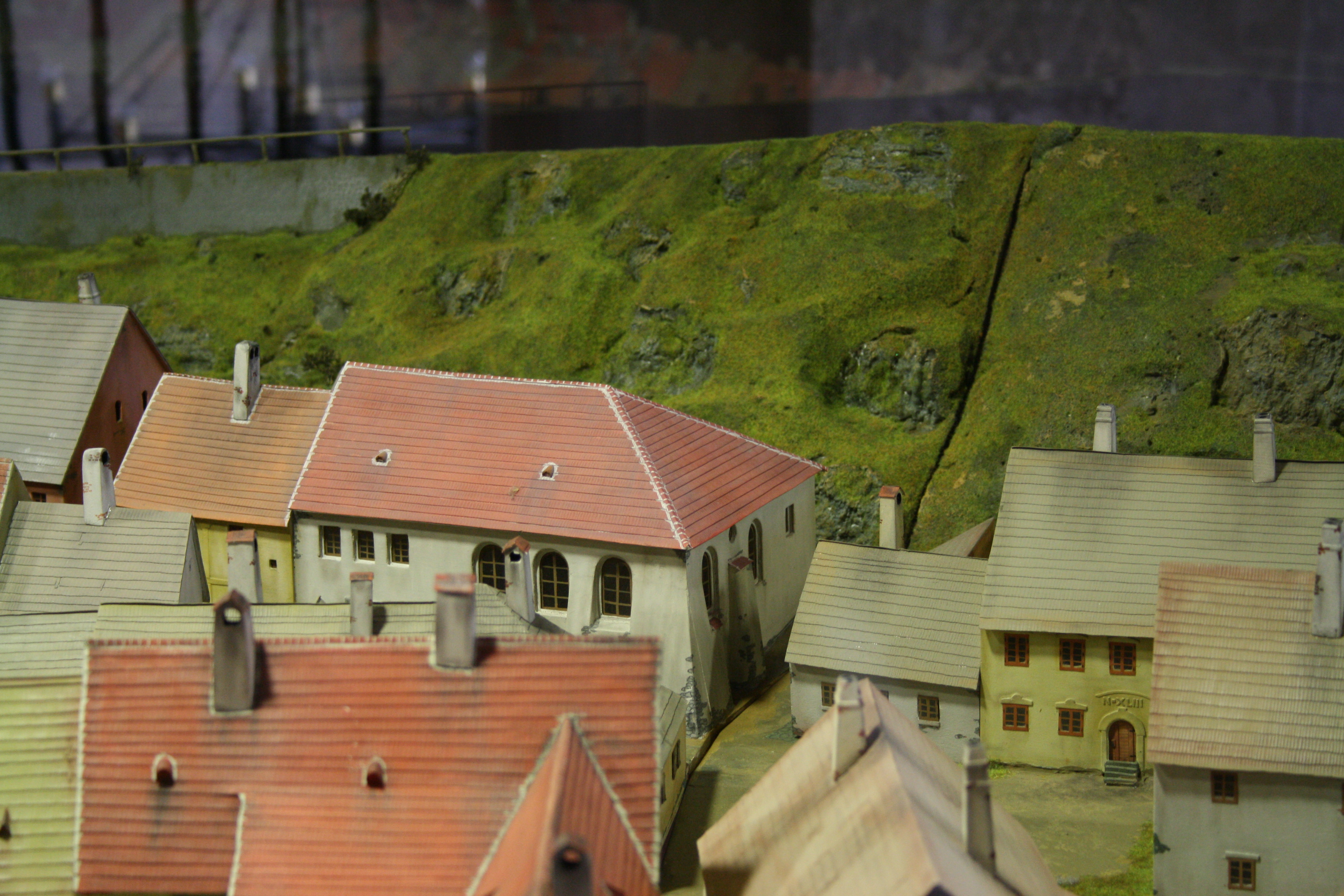
Model zadní synagogy z období před rokem 1850.